# قصر إلماو

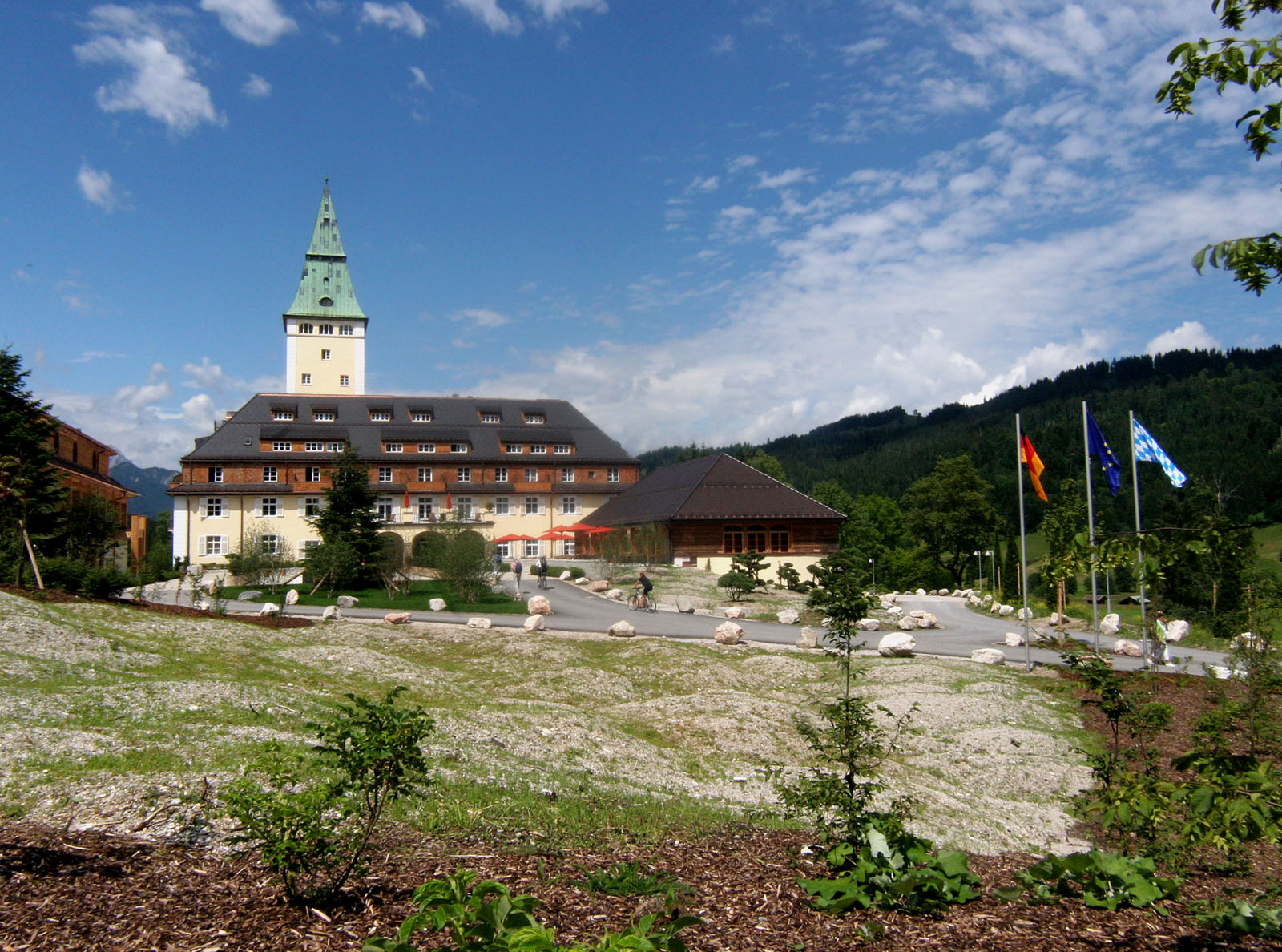
قصر إلماو 2007, المدخل من الشرق.

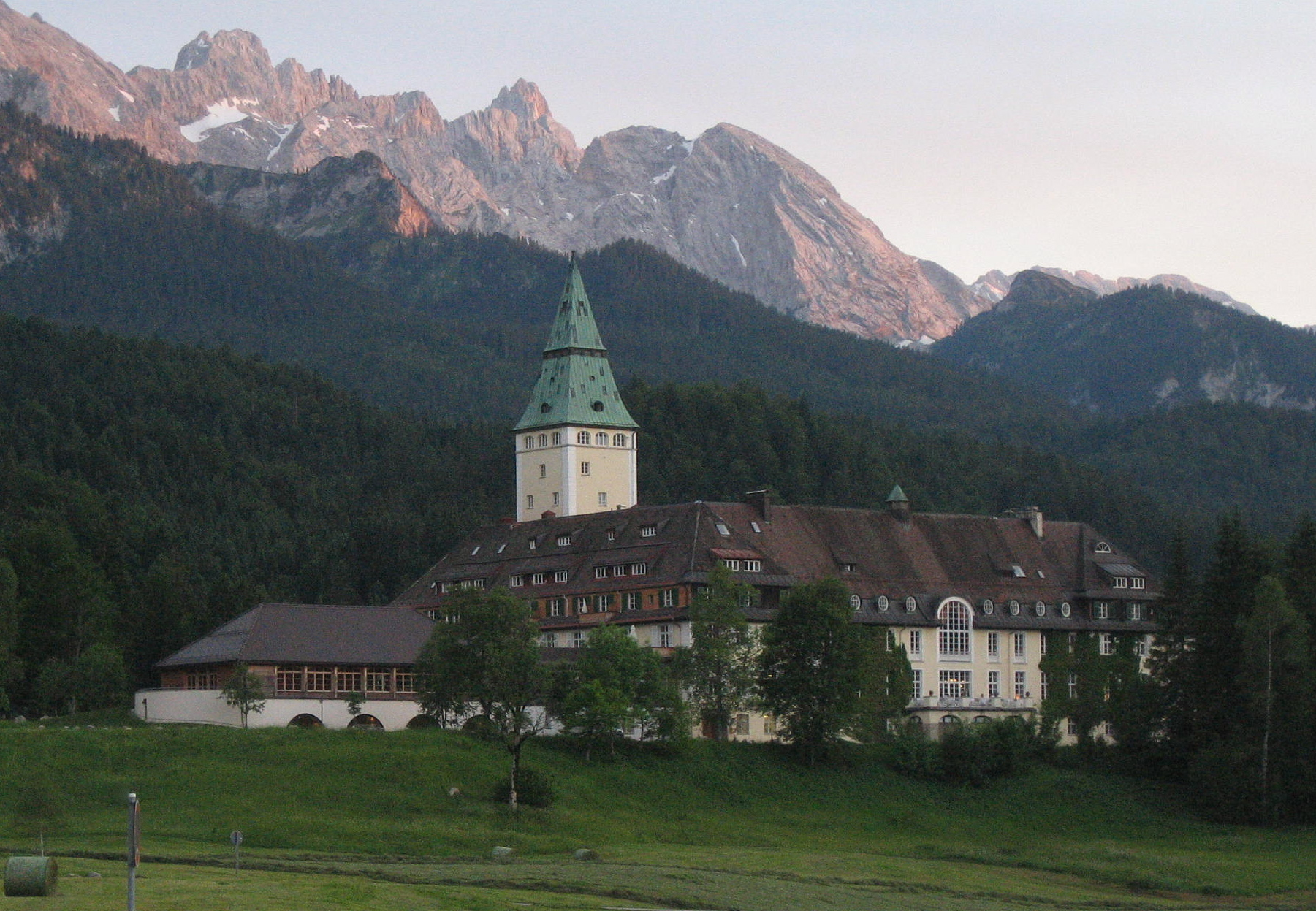
فندق إلماو ، من الشمال الشرقي.

قصر إلماو (بالألمانية: Schloss Elmau)‏ هو قصر في ولاية بافاريا الألمانية، أصبح أحد أشهر فنادق العالم.اجتمع فيه رؤساء السبعة الكبار G7 في العالم: الولايات المتحدة واليابان وكندا وإنجلترا وفرنسا والصين وألمانيا في يوليو 2015 لمدة أسبوع لبحث اقتصاديات المرحلة القادمة. (لم توجه الدعوة إلى روسيا لحضور هذا المؤتمر الكبير بسبب مقاطعتها في شأن مشكلة أوكرانيا). اكتمل بناء هذا القصر خلال الأعوام 1914 حتى 1916 على طراز حديث بعد أن كانت بداية إنشائه خلال القرن الرابع عشر.
يقع قصر إلماو في ضاحية غارمش-بارتن كيرشن في بافاريا العليا بجنوب ألمانيا بين المروج الطبيعية الخضراء والغابات عند سفح جبال الألب. على الرغم من ذلك يقع القصر والفندق على ارتفاع 1008 متر. تعتز به الدولة الألمانية وتعتبره مبنا أثريا حضاريا، وتستقبل به رؤساء الدول للتشاور، في معزل يمكن بسهولة حمايته من الاعتداء والمشاغبين. أصبح القصر الآن فندقا عالميا من الدرجة الأولى، جناحه الجنوبي يتكون من 6 طوابق ويسع 150 حجرة للزائرين، وبه 6 مطاعم فاخرة.

## وصلات خارجية
- الموقع الرسمي
- br.de: A saudumme Gschicht - Landratsamt stoppt Luxusparty in Elmau quer vom 16.04.2015
- br.de: König von Elmau? Neuer Ärger um G7-Schlossherrn quer vom 30.04.2015

## اقرأ أيضا
- ضاحية غارمش-بارتن كيرشن
- قصر نويشفانشتاين